# 天道かすみ
天道 かすみ（てんどう かすみ）は、高橋留美子の漫画作品およびそれを原作とするアニメ『らんま1/2』に登場する架空の人物。アニメでの声優は井上喜久子であり、井上の「お姉ちゃん」という愛称の由来でもある。実写ドラマでは長谷川京子が演じる。

## 設定
天道家の長女で、第一子でもある。19歳。非常におっとりとしていて優しい性格。他界した母に代わって掃除、炊事、洗濯、ゴミの処理から繕いものまで、天道家の家事を取り仕切る。

## 人物
かなりの天然ボケであり、緊迫した状況で冷静ながらも間の抜けたコメントを入れる。あかねだけでなく、なびきや早雲など家族をよく理解している。
猫に優しく、近所から猫を預かってきたり、家に迷い込んできた野良猫が水で濡れると、ドライヤーで乾かしたりしている。家族に対して怒るところを見せたことがない一方、常人であればまず怒るであろうと思われる状況でも、表情や口調を一切変えないため、それが逆に相手には底知れぬ恐怖となり、普段は何事にも動じないなびきにも恐怖を覚えさせる。一度だけ怒りが頂点に達したことあったが、一瞬にして収まっている。闘気や邪気が全くないため、天道家の住人が手を焼いていた鉄砲豆をあっさりつまんで捨てているほか、OVA「It's a Rumic World らんま1/2 〜悪夢!春眠香」でも、春眠香の力により夢游状態で大暴れしたあかねをあっさりと目覚めさせている。また、乱馬が飛竜昇天破を習得して復活したことを機に、1か月の間に天道家を滅茶苦茶にしてしまったことに玄馬、あかね、なびき、早雲は完全に後ずさりしたり引いてしまっていたが、かすみだけは「乱馬くん、よっぽど嬉しいのね」と、全く動じる様子すら見せず、復活したことに歓喜する乱馬の姿に笑顔を見せていた。物語最初期はあかねを叱る場面があるほか、乱馬とあかねのやりとりを、家族と一緒にのぞいたりするなどの一面もある。
天道家の住人から特別な存在として扱われており、八宝斎からもセクハラや嫌がらせをほとんどされていない。
父の早雲は姉妹の中でも、あかねのような格闘センスやなびきのような世渡りの上手さ・要領の良さを持たず純粋なかすみを特に気にかけており、かすみに害成す者には容赦せず、化け物のような見た目に変化して相手を威圧・降参させる場面がある。
高校卒業後は就職や進学はせず、主に家事をやっている。
服装はスカートにエプロン姿が多く、他の服を着たことはほとんどない。
恋愛感情を表に出すことはないが、年下には興味がない。東風とは親しくしているが、彼の恋心には気づいていない。好きな男性のタイプをあかねに聞かれた際、「ちょっと変わった人が好き」と答えている。東風が登場しなくなって以降はこれといった交際相手は登場していない。
あかねの良き理解者であり、しばしば乱馬とあかねの間を取り持っている。
なお、天道家に母親がいない理由は、作者の高橋留美子いわく「女が3人いて、長女のかすみが家事をしているということで、登場させる必要性がなかった」とのこと。
乱馬からは「かすみ姉ちゃん」「かすみさん」と呼ばれている。

## かすみが関係あるもの
鉄砲豆
伝説の植物。自在に飛び回り、怒っている者、もしくは鬼に向かって口から豆を大量に発射する。
所持者が節分の日に早雲に譲り、その後怒りと喧嘩に満ちた天道家で豆を大量に乱射してさらに怒りをあおったが、怒りなきかすみの前には無力で、あっさり捕まえられて生ゴミとして捨てられた。
邪悪の鬼
声 - 塩屋浩三（OVA版）
枡に封じられていた妖怪。人間にとり憑き悪の衝動をかきたてて邪悪の限り（実際には単なる嫌がらせ）を尽くさせるタチの悪い鬼。本来は恐ろしい姿だが、封印から解かれた後は見た目が落書きタッチで可愛い姿をしている。一発殴れば祓うことができる。
昔、人々を困らせながら暴れまわっていたところを然る高僧に、「豆」と書かれた特殊なお札で枡に封じ込められ、とある神社に保管された。その後、お札の文字が掠れて封印が弱くなり、新たな札を貼るための見張りとして神社の神主が乱馬・玄馬・早雲に依頼したが、お札を貼る直前に下着泥真っ最中の八宝斎が鼻をかむのにお札を使用してしまったことで封印が解かれ復活、玄馬、帯刀、良牙、神主の順にとり憑いていき、神主から離れた直後にらんまに枡に閉じこめられ、封印のお札を貼ったことで一件落着かと思われた。
しかし封印のお札ではなく安産祈願の札だったため脱出し、その後かすみにとり憑いたことで、かすみを殴りたくない乱馬たちは苦悩しながら彼女の天使の笑顔と鬼の悪行に耐え続ける羽目になり、翌日に神主が新たに作ったお札を貼ることでようやくかすみから離れた後、本来の姿に戻り、天道家に貼られたお札を全て消滅させ、完全な復活を目論む前に乱馬と対峙、封印のお札を一度に投げつけられるも肝心のお札の文字が間違っていたため失敗、しかもそこに最も邪悪な心の持ち主である八宝斎が来てしまい、完璧に復活するため八宝斎にとり憑いたが、あまりにも八宝斎の心が邪悪すぎたため逆に自分が苦しむ羽目になり、その隙に乱馬に八宝斎もろとも枡に封印され、川に流された。その後、カリフォルニアの海岸にて、八宝斎と共に巨大化して暴れまわっていることが、天道家のテレビのニュースで報じられた。

## 反響

### 評価
ライターの森瀬繚は、『ファミ通』に寄せた記事の中で、連載第1話時点のかすみはキャラクターが固まっていなかったのか、やや硬めな人物として描かれていたが、接骨院長・小野東風との出会いを描いた第8話以降から慈愛の塊のような人物として描かれるようになったと分析している。
また、森瀬は、かすみのキャラクター性が1990年代のエンターテインメント作品における姉キャラクターの大半に影響を与えたと分析している。